# Попара
Попара или масаница је врста јела. Ово јело нема велику калоријску вриједност (штеди се на сиру и скорупу). Спрема се од сувог хљеба, скорупа и пуномасног сира. Спрема се једино када се накупи доста сувога хљеба и ако има масноће да се зачини. Сврстава се у сиротињску храну јер се у већини случајева није имало шта друго дати за јело. У појединим крајевима Црне Горе и Херцеговине се зато не износи пред госта. Служи се уз кисело млијеко.